# Jozef Fedora
Jozef Fedora (8. března 1910 Dolné Kočkovce – 26. září 1975 Zvolen) byl slovenský malíř, grafik, výtvarný pedagog.

## Životopis
Studoval na reálném gymnáziu v Nymburku. Na ČVUT v Praze poté studoval architekturu, pozemní stavitelství, kreslení a deskriptivní geometrii. Od roku 1937 byl profesorem gymnázia v Prievidzi a v Nitře. V letech 1959–1965 přednášel na Pedagogickém institutu v Martině, od roku 1965 v Banské Bystrici. Byl účastníkem Slovenského národního povstání. Později byl zatčen gestapem a vězněn v koncentračních táborech Dachau, Buchenwald a v dalších.
Jako malíř se věnoval kresbě portrétů, figurálních námětů, krajiny a zátiší. Přispíval do kulturních, politických a satirických časopisů. Výstavy v Banské Bystrici (1966, 1980), obrazem Tržnice se připojil ke starým mistrům pohledů na banskobystrickou tržnici. Byl pohřben v Prievidzi.

## Ocenění
- Zasloužilý umělec – 1973

## Díla
- Poznaj svoju vlasť (1932)
- Národ muzikantov (1932)
- Kytica a žena (1939)
- Zbojníci tancujú (1944)
- Z koncentráku (1945)